# 大元外國語高等學校
大元外國語高等學校（대원외국어고등학교/Daewon Foreign Language High School）是一所位於韓國首爾特別市廣津區的外國語高等學校。該校由CJ集團總裁李完熙於1984年創立，與大一外國語高等學校一同成為韓國第一批外國語學校。學校隸屬大元學園旗下。
該所學校是韓國最頂尖的高中之一，學生需要在就學期間從漢語、法語、德語、西班牙語和日語中選一種語言來學習。

## 校友
- 安炫牟 - SBS記者
- BIG Naughty - 韓國饒舌歌手